# Strallegg
Strallegg est une commune autrichienne du district de Weiz en Styrie.